# مزرعه فرهاد ضرغامی کشکولی
مزرعه فرهاد ضرغامی کشکولی یک منطقهٔ مسکونی در ایران است که در دهستان کمین واقع شده‌است.